# Bán đảo Gower
Bán đảo Gower (tiếng Wales: Gŵyr hay Penrhyn Gŵyr) là một bán đảo tại Nam Wales, hướng về phía tây trong eo biển Bristol. Nó là phần cực tây của hạt lịch sử Glamorgan, tuy nhiên nó hiện được quản lý như một phần của khu vực chính Swansea. Năm 1956, bán đảo Gower trở thành nơi đầu tiên được Vương quốc Liên hiệp Anh và Bắc Ireland công nhận là Khu Thắng cảnh Thiên nhiên Nổi bật.

## Địa lý

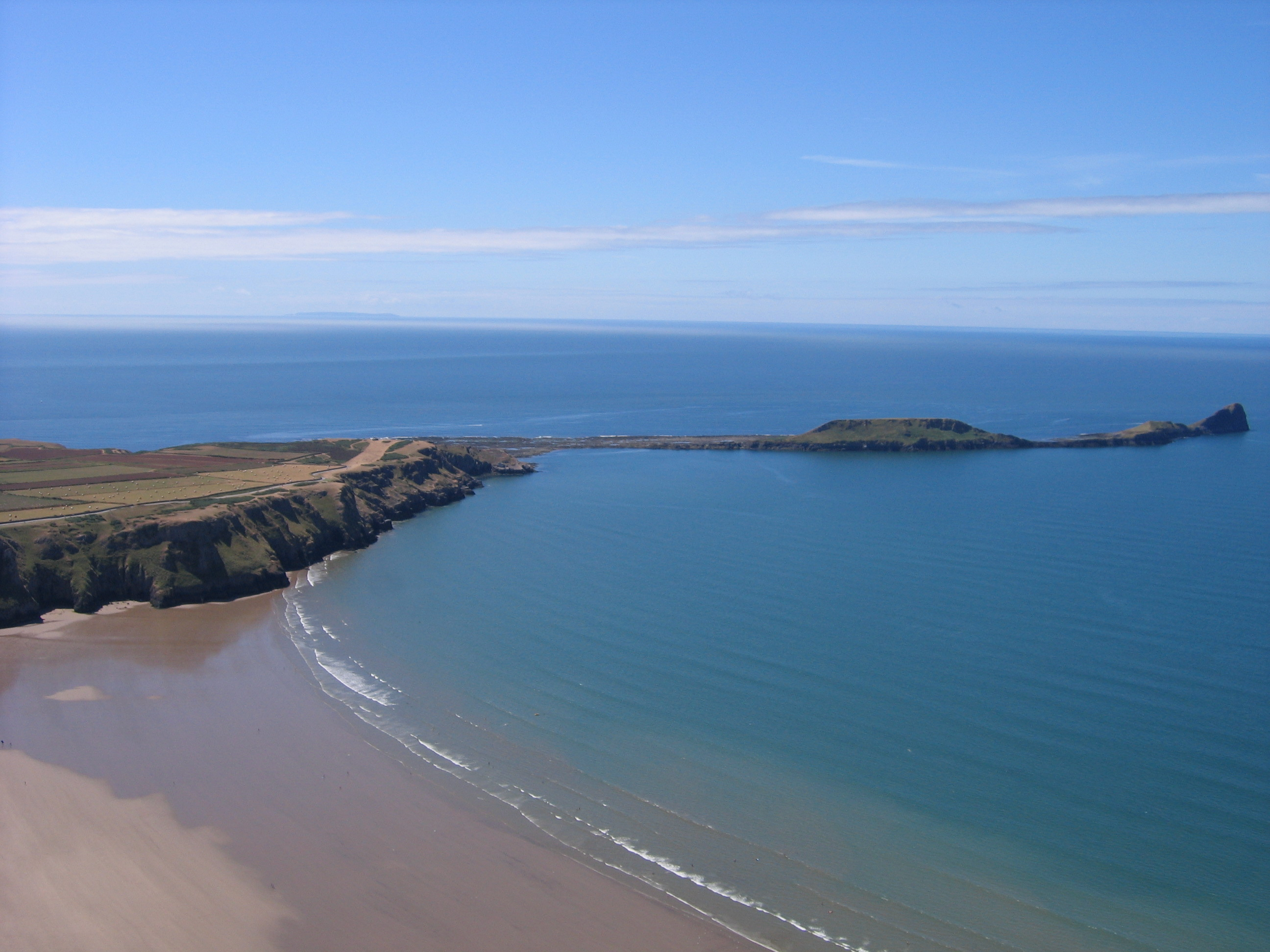
Worm's Head.

Với diện tích khoảng 70 dặm vuông Anh (180 km2), bán đảo Gower được biết đến bởi đường bờ biển dài, là nơi nổi tiếng với người đi bộ và người thích hoạt động ngoài trời, nhất là người lướt sóng. Gower có nhiều hang động, như hang Paviland và hang Minchin Hole. Phía bắc bán đảo là cửa sông Loughor và phía đông là vịnh Swansea. Khu Thắng cảnh Thiên nhiên Nổi bật Gower chiếm diện tích 188 km². Điểm cao nhất bán đảo Gower là "The Beacon" tại Rhossili Down, cao 193 mét (633 ft) hướng ra vịnh Rhossili. Pwll Du và thung lũng Bishopton tạo nên một khu bảo tồn thiên nhiên địa phương.
Vùng trong của Gower gồm chủ yếu là đất nuôi trồng và đất chung ("common land"). Dân cư chủ yếu sống ở các làng và cộng đồng nhỏ, dù sự lan rộng của ngoại ô đã khiến một vài cộng đồng phía đông của bán đảo trở thành một phần của khu đô thị Swansea.
Bờ biến nam bán đảo chủ yếu gồm các vịnh nhỏ, nhiều cát hoặc sỏi đá, như Langland và Three Cliffs, với những bãi biển lớn hơn như Port Eynon, Rhossili và Oxwich Bay. Bờ biển bắc ít bãi biển hơn, và là nơi tọa lạc của "bãi sò" Penclawdd.